# Allahu Akbar (nationalsang)
Allahu Akbar (Gud er større) (arabisk:الله أكبر) var navnet på Libyens nationalsang fra 1977 til 2011. Den var oprindeligt en egyptisk marchsang, som blev populær i Egypten og Syrien i løbet af Suez-krigen i 1956. Den blev indført 1. september 1969, af den libyske leder Muammar al-Gaddafi som Libyens officielle nationalsang, som viser hans håb for Den arabiske verden.

## Tekst
| Arabisk                       | Engelsk oversættelse                               | Dansk oversættelse                                   |
| الله أكبر الله اكبر           | God is Great God is Great                          | Gud er stor Gud er stor                              |
| الله أكبر فوق كيد المعتدي     | God is above any attacker's tricks,                | Gud er hævet over enhver angribers tricks,           |
| الله للمظلوم خير مؤيد         | And God is the best helper for the oppressed,      | Og Gud er den bedste hjælper for den undertrykte,    |
| أنا باليقين وبالسلاح سأفتدي   | With certainty and with weapons I shall defend     | Med sikkerhed og med våben skal jeg forsvare         |
| بلدي ونور الحق يسطع في يدي    | My nation, truth's light shining in my hand;       | Min nation, med sandhedens lys skinnende i min hånd; |
| قولوا معي قولوا معي           | Say it with me, say it with me:                    | Sig det med mig, sig det med mig:                    |
| الله أكبر الله أكبر الله أكبر | God is greatest, God is greatest, God is greatest! | Gud er størst, Gud er størst, Gud er størst!         |
| الله أكبر فوق كيد المعتدي     | God is great over the attacker's tricks!           | Gud er størst, hævet over angriberens tricks!        |
|                               |                                                    |                                                      |
|                               |                                                    |                                                      |
| يا هذه الدنيا أطلي واسمعي     | Oh this world, watch and listen:                   | Oh, verden, se og lyt:                               |
| جيش الأعادي جاء يبغي مصرعي    | The enemy came coveting my position,               | Fjenden kom og begærede min plads,                   |
| بالحق سوف أرده وبمدفعي        | I shall fight with weapons and defences            | Jeg vil kæmpe med våben og med forsvar               |
| وإذا فنيت فسوف أفنيه معي      | And if I die, I'll take him with me!               | Og hvis jeg dør vil jeg tage ham med mig!            |
| قولوا معي قولوا معي           | Say it with me, say it with me:                    | Sig det med mig, sig det med mig:                    |
| الله أكبر الله أكبر الله اكبر | God is greatest, God is greatest, God is greatest! | Gud er størst, Gud er størst, Gud er størst!         |
| الله فوق كيد المعتدي.         | God is above any attacker's tricks!                | Gud er hævet over enhver angribers tricks!           |

Transskribtion fra arabiske alfabet til latinsk
Allahu Akbar, Allahu Akbar 

Allahu Akbar Fauqua Kaidi Lmutadi 

Alla hu Lilmazlumi Hairumu ayidi 

Allahu Akbar Fauqua Kaidi Lmutadi 

Alla hu Lilmazlumi Hairumu ayidi 

Ana Bilyaqini wa Bissilahi Saaftadi 

Baladi Wanuru Lhaqqi Yastau Fi Yadi 

Qulu Mai, Qulu Mai 

Allahu Allahu Allahu Akbar 

Allahu Fauqua Lmutadi! 